# قصعين مكسيكي
قصعين مكسيكي (الاسم العلمي: Salvia mexicana) هو نوع نباتي يتبع جنس القصعين من فصيلة الشفوية.